# Dzsauf tartomány (Szaúd-Arábia)

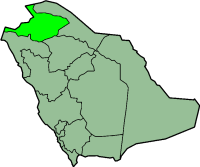
Dzsauf tartomány elhelyezkedése Szaúd-Arábián belül

El-Dzsauf tartomány (arabul منطقة الجوف [Minṭaqat al-Ǧawf]) Szaúd-Arábia tizenhárom tartományának egyike. Az ország északi részén fekszik. Északnyugaton Jordánia, keleten Északi határvidék tartomány, délen Háil, délnyugaton Tabúk, nyugaton pedig egy rövid szakaszon az Akabai-öböl határolja. Székhelye Szakáka városa. Területe 100 212 km², népessége a 2004-es népszámlálási adatok szerint 361 676 fő. Kormányzója Fahd bin Badr bin Abd al-Azíz Ál Szuúd herceg.

## Fordítás
Ez a szócikk részben vagy egészben  a   Liste der Provinzen Saudi-Arabiens című német Wikipédia-szócikk ezen változatának fordításán alapul.  Az eredeti cikk szerkesztőit annak laptörténete sorolja fel. Ez a jelzés csupán a megfogalmazás eredetét és a szerzői jogokat jelzi, nem szolgál a cikkben szereplő információk forrásmegjelöléseként.